# Жан де Нотрдам
Жан де Нотрдам (Jean de Nostredame, нар. 1507, Сен-Ремі-де-Прованс — пом. 1576) — провансальський історик і письменник; молодший брат лікаря і астролога Мішеля де Нотрдама (Нострадамуса).

## Творчість
Жан де Нотрдам походив з єврейської родини, яка до 1502 року під загрозою примусового вигнання з Провансу і відлучення від професій була вимушена перейти у католицтво. Подібно батьку Жан став нотаріусом і протягом багатьох років обіймав високу посаду прокурора окружної судової палати в Екс-ан-Провансі. У його літературній творчості знайшли відображення любов до Провансу, пильний інтерес до історії, зосередження якого становила ненависть до тиранії, і захоплення містифікаціями.
Головним твором Нотрадама є збірка біографій трубадурів «Життєписи давніх і найславетніших провансальських піїтів», яка вийшла друком в 1575 році в Ліоні. Метою цього твору було відновлення колишньої слави провансальських поетів, які на своїй батьківщині в часи Нотрдама були майже забуті, а також провансальської мови, яка через політику абсолютизму на Півдні Франції перебувала в занепаді. В збірці присутня певна частка історичної правди, хоча загалом дослідниками вона вважається у більшості вигаданою. Посилаючись на ніби знайдені ним рукописи вчених монахів, Нотрдам до відомостей зі справжніх джерел, у тому числі класичних життєписів трубадурів, додає вигадки цілком фантастичні.
Серед інших його творів:
- Вигадане «Житіє св. Ерментера»;
- Провансальсько-французький словник;
- Вірші провансальською мовою;
- Історична праця «Хроніка Провансу».

«Хроніка Провансу» була завершена його племінником Сезаром де Нотрдамом, сином Мішеля де Нотрдама.